# Ioan al III-lea Ducas Vatațis

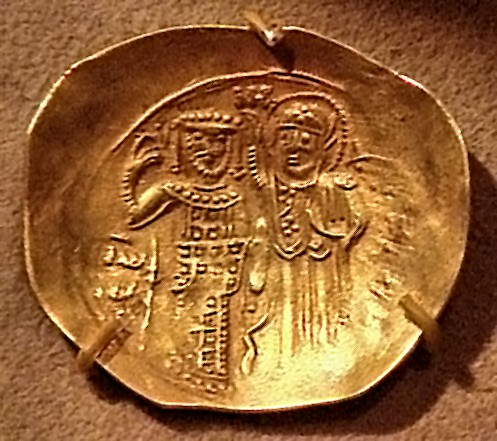
Hyperpyron de aur reprezentându-l pe Ioan al III-lea Ducas Vatatzes

Ioan al III-lea Ducas Vatațis (în greacă Ιωάννης Γ΄ Δούκας Βατάτζης, Iōannēs III Doukas Batatzēs, latinizat ca Ioan Ducas Vatatzes; n. 1192, Didymoteicho, Macedonia și Tracia⁠(d), Grecia – d. 3 noiembrie 1254, Kemalpaşa⁠(d), Turcia) a fost un împărat bizantin ce a condus Imperiul de la Niceea între 1221-1254.

## Origine; obținerea tronului
Ioan al III-lea Ducas Vatatzes a fost, probabil, fiul generalului Basileios Vatatzes, Duce de Tracia, care a murit în 1193. Mama sa era fiica lui Angelos Isaakios, Ioan fiind astfel văr cu împărații Isaac al II-lea Angelos și Alexios al III-lea Angelos. A avut doi frați mai mari.
Urmând tradiția familiei sale, Ioan a avut o carieră militară de succes, fiind remarcat de împăratul Theodor I Laskaris. În 1212, a fost ales de către împărat ca soț pentru fiica sa Irina și ca moștenitor al tronului. Acest aranjament excludea însă membrii familiei Laskarizilor de la succesiunea imperială, ceea ce a provocat ulterior tulburări politice. Astfel, după moartea lui Theodor I Laskaris, când  Ioan al III-lea Ducas a devenit împărat (în luna decembrie 1221), a trebuit să înfrunte o puternică opoziție față de domnia sa, din partea fraților împăratului defunct, Alexios și Isaac. Totul s-a încheiat cu o bătălie care a avut loc în 1224 lângă orășelul Poimanenon, bătălie în care adversarii săi au fost învinși în ciuda sprijinului pe care îl obținuseră de la Imperiul Latin de Constantinopol. În urma acestei victorii, Ioan al III-lea Ducas a silit Imperiul Latin de Constantinopol să-i facă concesii teritoriale; mai mult, în 1225, în urma unei incursiunea în partea europeană a imperiului, Ioan a preluat Adrianopolul.
Bătălia de la Poimanenon (1224), a marcat o cotitură în cursul războaielor latino-niceene. De acum înainte, nu grecii erau cei siliți să țină piept presiunii latinilor, ci viceversa. Posesiunile cruciaților din Asia Mică s-au predat, una după alta, lui Vatatzes, care și-a câștigat repede faima unui comandant de oști de temut. Îndată după victoria asupra fraților Laskaris, Ioan al III-lea Ducas a echipat o flotă și a recucerit insulele Lesbos, Samos, Chios și alte câteva insule mai mici. Încurajat de aceste succese, el era gata să înceapă pregătirile pentru o expediție de recucerire a Constantinopolului, însă la Niceea a izbucnit o revoltă în fruntea căreia era chiar nepotul împăratului, Andronic Nestongos. Corăbiile pregătite pentru expediție au trebuit să fie incendiate, pentru a nu cădea în mâinile latinilor, iar basileul s-a îndreptat în grabă spre capitala Niceea pentru a lupta cu răzvrătiții. După înăbușirea rebeliunii, Andronic Nestongos și complicii săi au fost condamnați la diverse pedepse prin mutilare, dar toți au fost lăsați în viață. Georgios Acropolites, contemporanul lui Vatatzes, scrie că „iubirea de oameni” a fost întotdeauna o trăsătură distinctivă a împăratului.

## Politica internă
Spre deosebire de predecesorul său (Theodor I Laskaris) care acordase cea mai mare atenție organizării Imperiului bizantin de Niceea ca atare, Ioan al III-lea Ducas Vatatzes socotea drept principal obiectiv al său întărirea țării, visând, totodată, să ducă la bun sfârșit opera predecesorului său și să ia Constantinopolul din mâinile latinilor. Ca să adune mijloacele necesare, basileul s-a folosit de pământurile vastelor sale domenii. Pe aceste teritorii erau create moșii imperiale, activitatea acestora aflându-se sub controlul său personal. Datorită unei politici fiscale înțelepte și probabil aplicării pe scară largă a unor noi metode de gospodărire producția atingea, pe aceste moșii, un nivel foarte ridicat pentru acele timpuri. 
Guvernul a luat măsuri să pună capăt scurgerii peste hotare a aurului. Un edict special al împăratului prescria, amenințând, în caz contrar, cu dezonoarea (termen juridic, care însemna pierderea unui șir de drepturi civile), abținerea de la cumpărarea obiectelor de lux de producție străină și limitarea la ceea ce produce pământul romeilor și pot face mâinile lor. Vatatzes l-a mustrat chiar și pe fiul său, Theodor, când l-a văzut îmbrăcat în veșminte de mătase de peste mări. În urma acestor reforme, sub Ioan III, Imperiul de Niceea s-a îmbogățit fabulos într-un timp scurt. Iar, întrucât vecinii Imperiului, turcii, trăiau vremuri grele, din cauza înaintării mongolilor, și o mulțime de refugiați își căutau scăparea de nomazi pe pământurile grecilor, a crescut și numărul locuitorilor acestuia.
În privința relației cu Biserica ortodoxă, deși era generos față de aceasta (Ioan al III-lea Ducas Vatatzes sprijinea cu bani nu numai clerul din teritoriile stăpânite de el, ci și pe cel din Antiohia, Ierusalim și chiar din Constantinopolul ocupat de latini), el totuși nu admitea amestecul bisericii în afacerile interne, și, la ocazie, nu o menaja. 
În anul 1232, basileul, în ciuda împotrivirii ortodocșilor, a încercat să ducă tratative cu curia romană în legătură cu unirea Bisericilor, pentru a preîntâmpina executarea creștinilor răsăriteni (în primul rând, a clericilor) care nu voiau să se închine lui Dumnzeu după ritul catolic și din această cauză erau supuși unor crunte persecuții în Imperiul latin. După moartea patriarhului Methodius II (1240), Biserica ortodoxă era lăsată fără păstorul ei suprem timp de patru ani, deoarece nu putea găsi un candidat potrivit pentru gustul său.

## Conflictele cu Imperiul Latin de Constantinopol

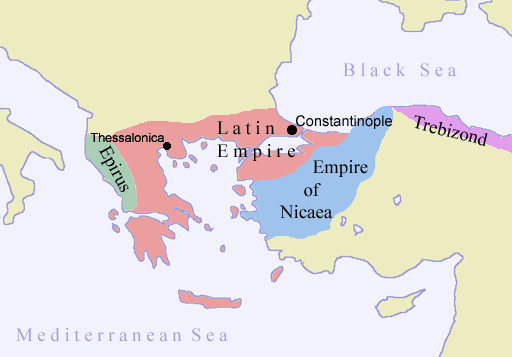
Imperiul Latin, Imperiul de la Niceea, Imperiul din Trapezunt și Despotatul Epirului. Granițele desenate sunt aproximative.

Ca și pentru ceilalți împărați ai Imperiului de la Niceea, recucerirea Constantinopolului din mâinile latinilor și refacerea unității Imperiului bizantin era o preocupare constantă a lui Ioan al III-lea Ducas Vatatzes.
În lungile pagini ale analelor bizantine, nu e ușor să fie găsite personaje remarcabile ca împărații Theodor Laskaris și Ioan Ducas Vatatzes. Virtuțile cu care erau înzestrați fiecare nu erau deloc aceleași, ceea ce, din fericire se potrivea cu situația lor deosebită.
În timpul primelor sale eforturi, fugarul Laskaris dispunea numai de trei orașe și două mii de soldați. Domnia sa era marcată de fapte energice și acte generoase inspirate de disperare. Odată cu fiecare operație militară el își risca viața și coroana, iar dușmanii săi de pe Hellespont și Meandru erau surprinși de iuțeala cu care proceda și învinși de îndrăzneala lui; în timpul celor optsprezece ani victorioși ai domniei lui, principatul Niceei a cunoscut treptat măreția unui imperiu.
Tronul lui Vatatzes, ginerele și urmașul său, avea o bază mai solidă; acesta dispunea de un câmp de activitate mai vast și de resurse mai îmbelșugate; și era în firea, cât și în interesul său, să calculeze riscurile și să pândească momentul prielnic pentru realizarea scopurilor sale. Odată cu decăderea stăpânirii latinilor asupra Constantinopolului, acțiunile politice și militare ale lui Ioan Ducas Vatatzes apar ca o înaintare prudentă și treptată a unui cuceritor care, în timpul unei domnii de peste treizeci de ani, a eliberat provinciile de uzurpatorii băștinași și străini până când a ajuns „să strângă ca într-un clește Constantinopolul imperial, trunchi fără frunze și sevă, menit să se prăbușească la prima lovitură de secure” .
În anul 1228 murea Robert de Courtenay, împăratul latin al Constantinopolului, iar coroana imperială revenea fratelui său, Baudouin al II-lea. Privată de o conducere fermă și cu o conjunctură externă periculoasă, guvernarea de la Constantinopol plănuia să-i propună regența suveranului bulgarilor, care părea singurul în măsură să salveze orașul imperial de un asalt al bizantinilor. Alianța lui Ioan Asan al II-lea cu casa Courtenay, care rezulta dintr-o înrudire comună cu casa regală a Ungariei, trebuia să fie oficializată prin logodna tânărului împărat latin cu fiica țarului, Elena. Acest proiect de căsătorie părea să dea o bază solidă planurilor lui Ioan Asan al II-lea, care, în calitate de viitor socru al împăratului minor, se vedea deja în posesia Constantinopolului.
Tot în această perioadă, recucerirea Constantinopolului era și obiectivul despotului Epirului, Teodor Ducas Comnenul, care cucerise deja o parte a Traciei și se îndrepta spre Adrianopol, constrângând astfel trupele lui Ioan al III-lea Ducas Vatatzes să se replieze. Dar cucerirea Constantinopolului era și scopul țarului bulgarilor, Ioan Asan al II-lea (1218-1241), care aspira la întemeierea unui Imperiu bizantino-bulgar având ca centru Constantinopolul.
Teodor Ducas Comnenul, despotul de Epir și Salonic, rupea alianța încheiată cu Ioan Asan al II-lea împotriva lui Ioan Ducas Vatatzes redeschizând ostilitățile împotriva suveranului bulgarilor însă armata sa era învinsă în primăvara anului 1230 la Clocotnița, pe fluviul Marița, iar Teodor era făcut prizonier și mai târziu orbit. Puterea sa, ce se ridicase dintr-o singură lovitură, se terminase la fel de repede.
Fratele său, Manuel, care îi succeda la tron, își păstra suveranitatea asupra Tesalonicului, Thessaliei și Epirului, dar nu mai era decât o umbră a vechii puteri al lui Teodor. El înceta practic să mai conteze ca un candidat la tronul Constantinopolului. Regiunile Traciei și Macedoniei, cucerite atât de repede de Teodor, ca și o parte a Albaniei, urmau să cadă fără rezistență în puterea lui Ioan Asan al II-lea. Ioan Asan al II-lea cucerise toate teritoriile de la Adrianopol la Dyrrachion, așa cum se arată într-o inscripție de atunci. El adăuga că numai Constantinopolul și orașele învecinate rămăseseră sub puterea francilor; „dar chiar și acestea - continua țarul bulgarilor, făcând aluzie la faptul că împăratului latin era minor și la proiectul de regență - se supun puterii mele, pentru că așa a vrut Dumnezeu”.
Situația relativ stabilă a Imperiului de la Niceea îi permitea lui Ioan al III-lea Ducas Vatatzes să înceapă, la mijlocul deceniului al patrulea al secolului XIII, o amplă campanie de izgonire a latinilor din Balcani. În anul 1235, el își consolida pozițiile în Tracia, încheind o alianță cu țarul bulgar Ioan Asan II. În primăvara anului 1235, tratatul de alianță era semnat la Gallipoli, cucerit cu puțin timp înainte de Vatatzes, apoi se celebra cu mare fast la Lampsaca căsătoria fiului împăratului, Theodor Laskaris, cu fiica țarului bulgar. 
Aliații începeau asediul Constantinopolului pe pământ și pe mare. Ostilitățile, întrerupte odată cu apropierea iernii, erau reluate în anul 1236. Orașul asediat rezista datorită ajutorului flotei venețiene. Dar situația era atât de critică încât tânărul Baudouin părăsea Constantinopolul pentru a cere refugiu în Occident. O flotă puternică - de asemenea, un rod al eforturilor lui Vatatzes - asigura Imperiului de Niceea supremația pe mare, chiar dacă italienii rămâneau superiori în privința artei bătăliilor navale, și, în 1239 infrangeau cu 13 galere o escadră a grecilor care număra 30 de corăbii de război.
Țarul bulgarilor își dădea seama că acea cădere a dominației latine folosea înainte de toate imperiului de Niceea și că acest imperiu era un vecin mai periculos decât imperiul latin muribund. Ioan Asan al II-lea rupea alianța cu basileul niceean, Ioan Vatatzes, înțelegându-se cu latinii și, cu concursul lor și cu cel al cumanilor, deschidea ostilitățile contra aliatului. Bulgarii, latinii și cumanii asediaseră deja Tzurullon-ul (1240), o bază tracă importantă din Niceea, când politica schimbătoare a lui Ioan Asan al II-lea marca un nou și ultim reviriment, în urma unei mari crize interne. El se retrăgea la Tzurullon și încheia pacea cu împăratul Niceei. Trupele latino-cumane stăpâneau de puțin timp Tzurullonul, dar acesta nu putea schimba nimic din turnura favorabilă pe care evenimentele o luaseră pentru imperiul de Niceea. Orașul Tzurullon urma să fie cucerit de franci în 1240. După aceasta, teritoriul Imperiului latin s-a micșorat mereu.
În 1241, Ioan Asan al II-lea murea și invazia mongolilor prăbușea puterea bulgară. Ioan Vatazes, nu mai avea de acum încolo nici un competitor serios; ambițiile puternice, dar inconsistente ale îndrăznețului țar bulgar dispăruseră, imperiul latin din Constantinopol nu mai era, după mult timp decât jocul politic al puterilor limitrofe și existența sa nu mai ținea decât de dezacordul dușmanilor săi. Împăratul din Niceea culegea acum roadele superiorității sale politice, ale inteligentei sale temporizări și ponderări. Ioan III folosea cu succes tactica simplă a războiului de uzură și evita bătăliile decisive. El reconstruia cetățile recucerite și le înzestra cu garnizoane puternice, excelent echipate, iar pe prizonieri îi strămuta pe pământurile sale. Puțin câte puțin, influența Niceei în Europa creștea.

## Alianța cu Frederic al II-lea de Hohenstaufen
Speriat de succesele curajosului monarh răsăritean, papa Grigore IX i-a trimis acestuia o scrisoare plină de insulte, amenințându-l cu o cruciadă. Ioan III i-a expediat un răspuns înțelept și foarte caustic, arătându-i, fără echivoc, clerului occidental că ei, ca întotdeauna, își acoperă cu pretexte plauzibile setea de putere și de aur.
Basileul s-a apropiat de dușmanul înverșunat al papalității, împăratul german Frederic al II-lea de Hohenstaufen care îi promitea lui Vatatzes să-i facă pe latini să părăsească Constantinopolul și să-l restituie stăpânului său legitim; în schimb, împăratul grec să se recunoască vasal al împăratului din Occident și să restabilească unirea ruptă dintre cele două biserici. E greu de spus ce grad de sinceritate cuprindeau aceste promisiuni. În alianța ce se încheia, grecii vedeau mai ales un mijloc de a recăpăta Constantinopolul mai ușor, iar Frederic al II-lea un mijloc de a răpi papalității o forță pe care se silea s-o atragă de partea sa. Sigur este că cele două părți se înțeleseseră. Încă din 1238, basileul trimise trupe în Italia la dispoziția împăratului suab. În curând apropierea dintre cei doi suverani deveni și mai strânsă. Împăratul Frederic al II-lea consimți cu bucurie la o unire care întărea alianța sa cu grecii și deși între viitorii soți era o ciudată disproporție de vârstă - în 1244, Ioan avea 52 de ani iar viitoare doamnă Constanța era foarte tânără - căsătoria fu hotărâtă.
În Occident, mai ales în partidul pontifical, lucrul acesta produse un scandal imens. Puțin mai târziu, în conciliul din Lyon, Inocențiu al IV-lea nu ezita să invoce excomunicarea pronunțată împotriva lui Frederic al II-lea, și pe acela de a fi contactat înrudire cu ereticii. 
Căsătoria între basileu și fiica lui Frederic al II-lea fu celebrată la Brussa. După obicei, ea părăsi prenumele său occidental pentru numele mai grecesc de Ana.
Cum noua împărăteasă era aproape copil, la plecarea din Italia tatăl său îi dăduse o suită destul de numeroasă de femei din rasa sa și printre ele, spre a face pe lângă dânsa slujba de guvernantă și institutoare, o persoană foartă frumoasă pe care cronicarii bizantini o numesc marchiza. Marchiza era frumoasă; avea mai ales ochi admirabili și o grație încântătoare. Or, împăratul Vatatzes fusese totdeauna cam afemeiat și mica lui soție din Occident, cu care se însurase mai ales din interese politice, îl interesa prea puțin. Marchizei nu-i fu greu să-l intereseze mai mult; cum ei îi convenea acest joc, după spusele unui cronicar, prin filtrele și farmecele ei de dragoste ea vrăji pe basileu și nu întârzie să devină favorita și rivala tinerei stăpâne. Vatatzes nu-i refuză nimic. Ea fu autorizată să îmbrace insignele imperiale, să poarte pantofi de purpură; când ieșea călare, îmbrăcămintea calului și frâul erau de purpură, ca pentru o basilissa; o suită strălucitoare o escorta; în cale, i se aduceau aceleași onoruri ca unei împărătese; și supușii, în oraș ca și în palat, îi arătau același respect ca suveranei legitime și chiar mai mult. Basileul, îndrăgostit, ceda la toate capriciile amantei sale: Ana era pusă pe față în al doilea rând.
Aventura pricinui oarecare scandal la curta din Niceea. Printre familiarii împăratului, unul din cei mai apropiați era celebrul scriitor Nichifor Blemydes. Însărcinat de Vatatzes cu educația prințului moștenitor, în această slujbă de încredere el meritase prietenia elevului său și câștigase favoarea suveranului. Era un om cu suflet neînduplecat și aspru, foarte credincios, disprețuitor pentru tot ce nu e lucru sfânt și care se remarcase printr-o ostilitate vie față de latini. Apoi, avea îndrăzneala de a vorbi pe față; și deși libertatea cuvântului i-a pricinuit multe atacuri, el reușise întotdeauna să-și mențină trecerea de care se bucura. Blemmydes luă atitudine hotărâtă împotriva favoritei. În ea, el nu ura numai pe străină, ci și pe femeie. Odinioră, în adevăr, când avea 20 de ani, el avusese un roman de dragoste, care sfârșise rău; de atunci păstra o ură neîmpăcată întregului neam femeiesc. El începu deci s-o atace cu îndrăzneală pe marchiză; compuse pamflete împotriva ei. Și, cum acest apărător al moralei n-avea mână ușoară, el nu cruță dușmancei sale nici un fel de ocară.: regină a nerușinării, ocara lumii, scandal al universului, otravă ucigătoare, desfrânată, curtezană, acestea erau unele din gingășiile cu care o mângâia. 
Împăratul om prudent, era destul de plictisit de toate acestea; el simțea câteodată și oarecare remușcare pentru aventura în care se angajase. Dar inima lui era prinsă și-și potolea scrupulele spunându-și că Dumnezeu îi va arăta ora pocăinții, când va judeca de cuviință. Până atunci, el se lăsa dus de pasiune. Cât despre marchiză, se întrecea cu îndrăzneala. Mai poruncitoare, mai obraznică decât oricând, trata de sus pe toți cei ce se apropiau de ea; față de împărăteasă chiar se socotea rivală, crezându-se, cum spune un cronicar, regină veritabilă și mai mult decât regină. Lucrurile durau astfel de trei sau patru ani, când un accident dramatic puse față în față pe marchiza italiană și pe dușmanul ei.
Către 1248, Blemmydes era starețul mânăstirii Sfântul Grigore Taumaturgul, aproape de Efes. Favorita avu ideea să se ducă să-l înfrunte acolo. În mare costum imperial, întovărășită de o suită strălucită, ea năvăli în mânăstire, fără ca cineva să fie destul de îndrăzneț să închidă porțile în fața ei, și pătrunse în biserică în momentul în care comunitatea oficia slujba. Cu un gest, Blemmydes oprește de îndată pe preot în altar și întrerupe oficierea serviciului divin; apoi întorcându-se către marchiză, îi poruncește să părăsească sfântul loc, pe care-l profanează de două ori, fiind nedemnă prin purtarea ei să participe la comuniunea credincioșilor și prin prezența ei aducând o insultă publică legilor sfinte ale religiei. La această ocară violentă, femeia se retrage; apoi izbucnește în lacrimi, rugând fierbinte pe călugăr să nu i interzică lăcașul sfânt; în sfârșit, cuprinsă de o teamă pioasă, se hotărăște să cedeze și iese din biserică. Dar bărbații de arme care o întovărășeau se indignează de umilința adusă stăpânei lor. Șeful lor, un oarecare Drimys, declară că după o asemenea insultă starețul nu merită să mai trăiască și vrea să pună mâna pe sabie. Dar atunci, o minune! Sabia rămâne lipită în teacă și, cu toate eforturile, ofițerul nu poate s-o scoată.  Nebun de mânie, Drimys insultă, amenință fulgeră: Blemmydes rămîne rece și declară că mai curând va muri decât să violeze legea lui Hristos. În sfârșit, cuprinși fără voie de respect față de atâta curaj, asediatorii se retrag: dar ridicară plângere împăratului împotriva călugărului obraznic, care a îndrăznit să țină piept favoritei. Îndemnată de cei din jurul ei, marchiza cere răzbunare, afirmând că în persoana ei a fost insultată însăși majestatea imperială. Drimys pe de altă parte declară că în toată afacerea este amestecată vrăjitorie, deoarece numai prin farmece sabia lui n-a ieșit din teacă și cere pedepsirea vrăjitorului. Și Blemmydes începewa să fie îngrijorat de urmările pe care le ar putea avea îndrăzneala sa.
S-a păstrat de la el un fel de circulară pe care o trimisese atunci tuturor călugărilor din imperiu, spre a vedea care e opinia publică asupra acestei afaceri. El povestea toate detaliile accidentului, justifica purtarea sa și ridicându-se în termeni foarte violenți împotriva favoritei, definea atitudinea ce se impunea unui om al lui Dumnezeu față de o asemenea femeie și într-o asemenea împrejurare. Cel ce vrea să placă oamenilor, scria el, nu-i un adevărat servitor al lui Dumnezeu; și sfârșea astfel mesajul: Iată pentru care motive, fără a ezita, am izgonit-o pe nelegiuită din lăcașul sfânt, neputându-ne lua sarcina de a acorda sfânta împărtășanie femeii nerușinate și murdare, nici să aruncăm înaintea celei ce se tăvălește în noroiul corupției, strălucitele și prețioasele cuvinte ale sfintei liturghii.
Totuși, împăratul Vatatzes, cu toată ardoarea pasiunii lui, se pare că refuză să asculte de răzbunarea amantei.

## Din nou pe câmpul de luptă
Din anul 1242, Vatatzes începea o campanie împotriva Thesalonicului, unde domnea Ioan Angelos Ducas. Un marș triumfal îl aducea în capitala Greciei occidentale, căci invazia mongolă în Asia Mică îl obliga să facă pace. În ciuda acestei întreruperi premature, acest război nu rămânea fără rezultat. Imperiul grec din Occident renunța să rivalizeze cu Imperiul de Niceea, în mod cert superior; suveranul Thessalonicului renunța la însemnele imperiale și se mulțumea cu titlul de despot ce-i fusese acordat de Vatatzes.
Invazia mongolă bulversa profund toată Europa orientală și Asia anterioară. Sultanatul de Rum și imperiul de Trapezunt erau amenințate, iar Niceea se temea pentru existența sa pentru a se apăra contra pericolului comun, Ioan Vatatzes încheia o alianță cu sultanul din Ikonion (1243). Învins de mongoli, imperiul de Trapezunt devenea vasalul lor tributar și sultanul din Ikonion se angaja și el să plătească tribut. 
În secolul XIII, Balcanii erau asemenea unui cazan clocotind. Pe acest pământ încercat de suferințe își măsurau, cu toată râvna, puterile stăpânitorii Bulgariei, Epirului, Constantinopolului, Niceei, Serbiei și mulți alți amatori, mai mărunți, de a-și zăngăni armele cu orice ocazie. În anul 1251, despotul  Epirului, Mihail II Angelos, ataca posesiunile lui Ioan III, lucru pentru care, în curând, trebuia să plătească: înfrânt, el a recunoscut, în anul următor, statul său drept vasal al Imperiului de Niceea. După un succes atât de însemnat, Ioan III se putea socoti pe sine, cu siguranță, drept cel mai important monarh dintre suveranii creștini din partea răsăriteană a Mării Mediterane.

## Familia
Ioan al III-lea Ducas Vatatzes s-a căsătorit prima dată în 1212 cu Irina Lascarina, fiica predecesorului său, Theodor I Laskaris. Ei au avut un singur fiu, viitorul împărat Teodor al II-lea Laskaris. Ulterior, Irina a avut un accident (căzând de pe cal) atât de grav, încât a fost în imposibilitate de a mai avea copii. Ea s-a retras la o mănăstire, luând numele monahal Eugenia, și a murit acolo în 1239. Ioan al III-lea Ducas s-a căsătorit a doua oară cu Constanța de Hohenstaufen, o fiică ilegitimă a împăratului german Frederic al II-lea de Hohenstaufen. Ei nu au avut copii.

## Moartea
Ioan al III-lea Ducas Vatatzes a murit la 3 noiembrie 1254, la Nymphaion - a doua capitală a Imperiului de Niceea. Locuitorii orașului Magnesia (în prezent Manisa), unde în 1307 au fost mutate, de la mânăstirea Sosandra, osemintele lui, îi venerau mormântul ca pe al unui sfânt.
La o jumătate de secol după moartea sa, Ioan al III-lea Ducas Vatatzes a fost canonizat ca sfânt, sub numele de Ioan cel Milostiv. Cucerind orașul Magnesia, la începutul secolului al XIV-lea, turcii i-au nimicit rămășițele pământești, însă și în prezent, în aceste locuri este sărbătorită ziua Sfântului și binecredinciosului împărat Ioan Duca Vatațis, cel Milostiv, pe 4 noiembrie, după calendarul iulian.